# Compostela (Nayarit)
Compostela is een stadje in de Mexicaanse staat Nayarit. De plaats heeft 15.991 inwoners (census 2005) en is de hoofdplaats van de gemeente Compostela.
Compostela werd gesticht in 1540 door Cristóbal de Oñate, en werd de eerste hoofdstad van de Spaanse kolonie Nieuw-Galicië. In 1560 werd de hoofdstad verplaatst naar Guadalajara. De belangrijkste bron van inkomsten is de landbouw, voornamelijk tabak. Ook wordt er op kleine schaal goud en zilver gewonnen.